# مارک متکلف
مارک متکلف (انگلیسی: Mark Metcalf؛ زادهٔ ۱۱ مارس ۱۹۴۶) یک هنرپیشه اهل ایالات متحده آمریکا است. وی از سال ۱۹۷۸ میلادی تاکنون مشغول فعالیت بوده‌است.
از فیلم‌ها یا برنامه‌های تلویزیونی که وی در آن نقش داشته است می‌توان به خانه حیوانات، خواهری پسران، رفتار بی‌‌فایده و احمقانه و یک تابستان دیوانه اشاره کرد.